# Zofija Borštnik
Zofija Borštnik, slovenska gledališka igralka, * 15. maj 1868, Ljubljana, † 3. december 1948, Zagreb.
Zofija Borštnik (dekliški priimek Turk, umetniško ime Zvonarjeva), je še ne petnajstletna 12. decembra 1882 s svojim poznejšim možem I. Borštnikom prvič nastopila v ljubljanskem gledališču v vlogi Jelice (Kosta Trifković, Šolski nadzornik). Postala je ena prvih slovenskih poklicnih igralk in največja umetnica v prvi dobi slovenskega gledališča. Nastopala je na odrih v Ljubljani, Zagrebu, Sofiji, vnovič v Ljubljani, Osijeku in do 1922 ponovno v Ljubljani. Želela se je vrniti v Zagreb: ko so jo zavrnili, se je tam kot upokojenka naselila in zadnjič 1926 priložnostno nastopila. Nekdanja prvakinja gledaliških desk je v Zagrebu zadnji dve desetletji preživela domala pozabljena.